# Roberto Filippini
Roberto Filippini (Vinci, 6 giugno 1948) è un vescovo cattolico e biblista italiano, dal 14 ottobre 2023 vescovo emerito di Pescia.

## Biografia
Nasce a Vinci, in provincia di Firenze, il 6 giugno 1948, ma cresce a Tirrenia, in provincia ed arcidiocesi di Pisa.

### Formazione e ministero sacerdotale
Dopo gli studi nel seminario arcivescovile di Pisa e all'Almo collegio Capranica ottiene la licenza in teologia e in sacra scrittura presso la Pontificia Università Gregoriana e il Pontificio Istituto Biblico.
Il 14 aprile 1973 è ordinato presbitero dall'arcivescovo Benvenuto Matteucci.
Dopo l'ordinazione presta servizio come vicario parrocchiale nella parrocchia di Sant'Ermete a Forte dei Marmi e poi come parroco a Colignola, alla chiesa del Santo Sepolcro a Pisa e alla contigua chiesa di San Martino; dal 1999 al 2015 è rettore del seminario arcivescovile di Pisa, direttore della Biblioteca Cathariniana e cappellano del Carcere Don Circondariale "Don Bosco".
Dirige l'Istituto Superiore di Scienze Religiose "B. Nicolò Stenone" di Pisa dal 1987 al 1998, mentre dal 1993 al 1999 è preside dello Studio Teologico Interdiocesano (STI) di Camaiore, dove insegna teologia fondamentale e di sacra scrittura. Il 10 dicembre 2010 è nominato di nuovo direttore dell'Istituto Superiore di Scienze Religiose "B. Niccolò Stenone".
Oltre agli studi biblici unisce l'impegno non-violento, come membro del gruppo "Franz Jägerstätter per la non violenza".

### Ministero episcopale
Il 25 novembre 2015 papa Francesco lo nomina vescovo di Pescia; succede a Giovanni De Vivo, deceduto il 20 settembre 2015 ma già dimissionario per raggiunti limiti di età. Il 3 gennaio 2016 riceve l'ordinazione episcopale, nella cattedrale di Pisa, dall'arcivescovo Giovanni Paolo Benotto, co-consacranti gli arcivescovi Antonio Mennini e Riccardo Fontana. Il 24 gennaio successivo prende possesso della diocesi.
Dopo essere stato membro della commissione episcopale per la dottrina della fede, l'annuncio e la catechesi della Conferenza Episcopale Italiana, è eletto membro della commissione episcopale per l'ecumenismo e il dialogo.
Il 14 ottobre 2023 papa Francesco accetta la sua rinuncia, presentata per raggiunti limiti di età, al governo pastorale della diocesi di Pescia; gli succede Fausto Tardelli, vescovo di Pistoia, con conseguente unione in persona episcopi delle due sedi. Rimane amministratore apostolico della diocesi fino all'ingresso del successore, che avviene il 14 gennaio 2024.

## Genealogia episcopale
La genealogia episcopale è:
- Cardinale Scipione Rebiba
- Cardinale Giulio Antonio Santori
- Cardinale Girolamo Bernerio, O.P.
- Arcivescovo Galeazzo Sanvitale
- Cardinale Ludovico Ludovisi
- Cardinale Luigi Caetani
- Cardinale Ulderico Carpegna
- Cardinale Paluzzo Paluzzi Altieri degli Albertoni
- Papa Benedetto XIII
- Papa Benedetto XIV
- Papa Clemente XIII
- Cardinale Enrico Benedetto Stuart
- Papa Leone XII
- Cardinale Chiarissimo Falconieri Mellini
- Cardinale Camillo Di Pietro
- Cardinale Mieczysław Halka Ledóchowski
- Cardinale Jan Maurycy Paweł Puzyna de Kosielsko
- Arcivescovo Józef Bilczewski
- Arcivescovo Bolesław Twardowski
- Arcivescovo Eugeniusz Baziak
- Papa Giovanni Paolo II
- Arcivescovo Alessandro Plotti
- Arcivescovo Giovanni Paolo Benotto
- Vescovo Roberto Filippini

## Opere e pubblicazioni
- R. Filippini, Cantico dei cantici. Sogno dei sogni, Pazzini, 2010, ISBN 9788862570763.
- R. Filippini, Il Vangelo della pace. Caso serio di credibilità, Pazzini 2015, ISBN 9788862572170.
- R. Filippini - S. Dianich, La Chiesa di Gesù Cristo, ed. Ut Unum sint, Roma 1974
- R. Filippini, At.3,1-10: Proposta di analisi semiotica del racconto, in Rivista Bibiblica 28 (1980), 305-317
- R. Filippini, Ma io vi dico..Il radicalismo nelle antitesi del Discorso della Montagna, in Parole di vita 4 (1987), 4-13
- R. Filippini, La Chiesa secondo i Sinottici, in Parole di Vita 1 (1989), 25-36
- R. Filippini, La forza della verità. Sul concetto di testimonianza nell'Apocalisse, in Rivista Biblica 4 (1990), 401-449
- R. Filippini, "La testimonianza di Gesù è lo Spirito della profezia" (Ap.19,10. Profezia come testimonianza nell'Apocalisse, in Ricerche Storico Bibliche 1 (1993) 97-111
- R. Filippini, Nonviolenza e Giustizia nella Bibbia, in Nonviolenza e Giustizia nei testi sacri delle Religioni Orientali . Atti del Convegno interdisciplinare della facoltà di lettere dell'Università di Pisa, 24-26 maggio 1995, ed. Giardini Pisa (1998), 163-187
- R. Filippini, Per una Teologia Politica dell'Apocalisse, in Sempre Apocalisse a cura di S. Dianich, ed. Piemme (1998), 105-124
- R. Filippini, Il discorso di Paolo a Gerusalemme in At 22,1-21, in Parole di Vita 6 (1998), 4-10
- R. Filippini, Per una teologia lucana della testimonianza. Un'indagine nel libro degli Atti degli Apostoli, in P. Ciardella-M. Gronchi (ed.), Testimonianza e verità, Città Nuova, Roma (2000), 101-116
- R. Filippini, I due testimoni (Ap 11,1-13), in Parole di Vita 3 (2000), 38-43
- R. Filippini, I cieli squarciati. Un approccio biblico alla Trinità di Masaccio, in S. Dianich-T. Verdon (ed), La Trinità di Masaccio. Arte e Teologia, EDB, Bologna 2004, 65-89
- R. Filippini, Cain and Beyond, Violence end nonviolence in the Bible, in C. Dente-S. Soncini (ed), Conflict Zones: Actions, Languages, Mediations, ETS, Pisa 2004, 163-178
- R. Filippini, Signore insegnaci a pregare. La preghiera di Gesù e dei discepoli nei Sinottici, in R. Burigana-V. Bertalot-G.Bof-A. Fabris(ed), Dall'amicizia al Dialogo, Saggi in onore di Mons. Alberto Ablondi, Società Biblica Britannica&Forestiera, Roma 2004, 45-60 R. Filippini, Lo Spirito, vento gagliardo e respiro di Dio, in Servitium, 156 (2004) 21-33
- R. Filippini, Esperienza profetica e culto, in Servitium 159 (2005), 79-92
- R, Filippini, At 8,26-40: “ Ma la sua posterità chi potrà mai descriverla?” L'episodio dell'eunuco, un caso singolare di evangelizzazione, in S. Grasso-E. Manicardi (ed), “ Generati da una Parola di Verità”, Scritti in onore di Rinaldo Fabris, nel suo 70º compleanno, EDB, Bologna 2006, 211-224
- R. Filippini, Conversione, in Dizionario Biblico della Vocazione, Ed. Rogate, Roma 2007, 154-159
- R. Filippini, Mutatio Sacramentorum. Il repertorio biblico negli affreschi della cappella del Corporale, in G. Cioli-S. Dianich-V. Mauro(ed), Spazi e immagini dell'Eucaristia. Il caso di Orvieto, EDB, Bologna 2007, 229-244
- R. Filippini, L'apologia di Paolo in At 22: fra storia della salvezza e biografia spirituale, in N. Ciola-G. Pulcinelli, Nuovo Testamento: Teologie in dialogo culturale. Scritti in onore di Romano Penna nel suo 70º compleanno, EDB, Bologna 2007, 219-231
- R. Filippini, Testimonianza, in R. Penna-G. Perego-G. Ravasi, Temi teologici della Bibbia, ed. S. Paolo, Milano 2010, 1413-1423
- R. Filippini, Cantico dei Cantici, Sogno di Sogni, Pazzini Stampatore Editore, Villa Verucchio(RN) 2010.
- R. Filippini, Oltre ogni limite. La conversione di Cornelio in At 10, in S. Noceti-G. Cioli-G. Canobbio, Ecclesiam Intelligere. Studi in onore di Severino Dianich, EDB, Bologna 2012, 53-66.
- R. Filippini, La gelosia del Signore (1Cor 10,22). Rubriche paoline per vivere e celebrare la Comunione con il corpo di Cristo. In Vivens Homo 22/2, 2011, 335-348
- R. Filippini, “Non avere paura. Continua a Parlare e non tacere” (At 18,9). Il ministero del Vangelo, in Parola, Spirito e Vita, 63, 2011, 117-130
- R. Filippini, L'impossibile necessità di costruir chiese. Brevi note su “ La Chiesa e le sue Chiese ” di Severino Dianich, teologo cattolico. In M. Gronchi-M. Soriani Innocenti (edd), Societas et Universitas, Miscellanea di scritti offerti a don Severino Dianich, ETS, 2012, 175-186
- R. Filippini, A Dynamic Tradition. Holy Scripture and Tradition in Roman Catholicism, relazione tenuta nel Symposium internazionale della Volos Academy presso la Facoltà teologica dell'Italia Centrale, The present and Future of biblical Studies in Orthodox and Roman Catholic Churches (Firenze il 6-7 giugno 2013).
- R. Filippini, Un possibile itinerario biblico, in W. Ruspi, Il Catecumenato: un futuro per la Chiesa?, LEV, Roma 2014, 345-356
- R. Filippini, Il vangelo della pace, croce e speranza dei cristiani, in P. Carlotti, G, Cioli e C. Nardi (edd), Sollers Cogitatio. Studi in memoria di Enrico Chiavacci, EDB (Vivens Homo 25/1), 2014, 187-215.